# Anegundi
Anegundi ou Anagoundi, en kannada : ಆನೆಗುಂದಿ/ಆನೆಗೊಂದಿ, est un village de l'état de Karnataka en Inde. Il est situé sur la rive nord de la rivière Tungabhadrâ et est célèbre pour ses temples hindous. Un de ces temples est dédié au dieu-singe Hanuman où la tradition place son lieu de naissance.